# NRLA

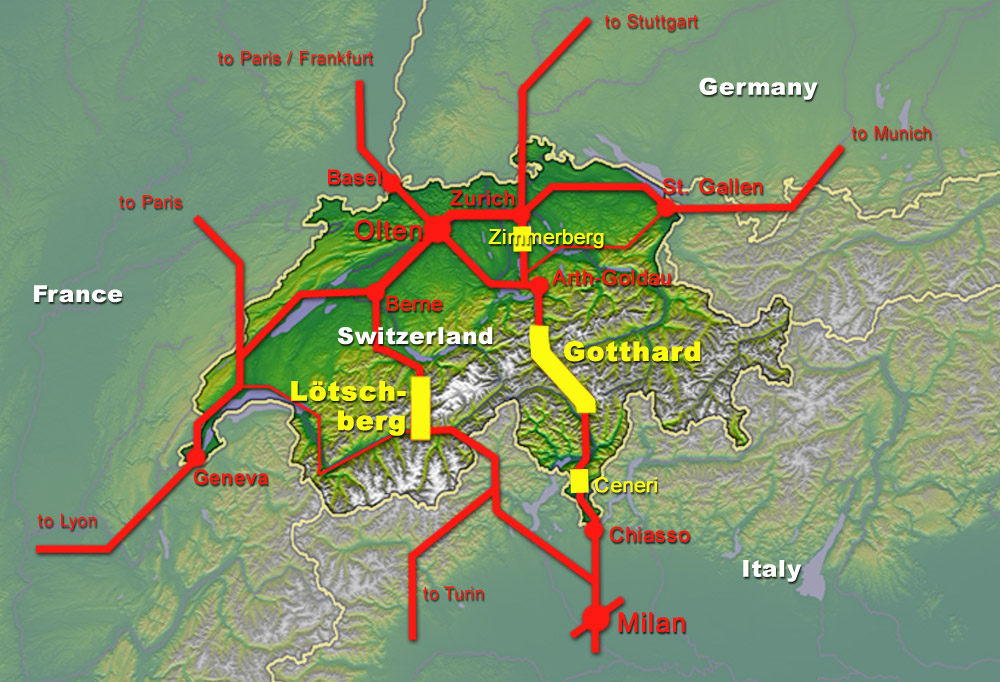
NRLA計畫位於中歐鐵路網的中心

新阿爾卑斯鐵路運輸計畫（英语：New Railway Link through the Alps, NRLA, 德语：Neue Eisenbahn-Alpentransversale, NEAT, 法语：nouvelle ligne ferroviaire a travers les Alpes, NLFA, 意大利语：Nuova ferrovia transalpina, NFTA）是一個瑞士的建設項目，用以加快跨越瑞士阿爾卑斯山脈的南北鐵路的建設。它包括位於現有頂點隧道下方數百公尺的基礎隧道，沿著聖哥達和勒奇山兩條軸線。57公里的聖哥達基線隧道和35公里的勒奇山基线隧道是這兩個軸線各自的中心。瑞士聯邦鐵路的子公司AlpTransit Gotthard AG和BLS股份公司的子公司BLS AlpTransit AG（現為BLS Netz AG）即為這個計畫而成立，並興建了隧道。
該計劃在1998年開始時，預計將耗資121.89億瑞士法郎；2015年12月，其最終成本為179億瑞士法郎。1998年聖哥達基線隧道的預計總成本為63.23億瑞士法郎；2015年12月，其最終成本預計為95.6億瑞士法郎。聖哥達基線隧道於2016年6月1日開業，並於當年12月11日開始運營。長15公里的切內里基線隧道於2020年投入運營，將成為聖哥達隧道的重要支線。勒奇山基线隧道第二軌道的完工工作預計將於2021/2022年開始，並在2028年底完成。

## 聖哥達軸線

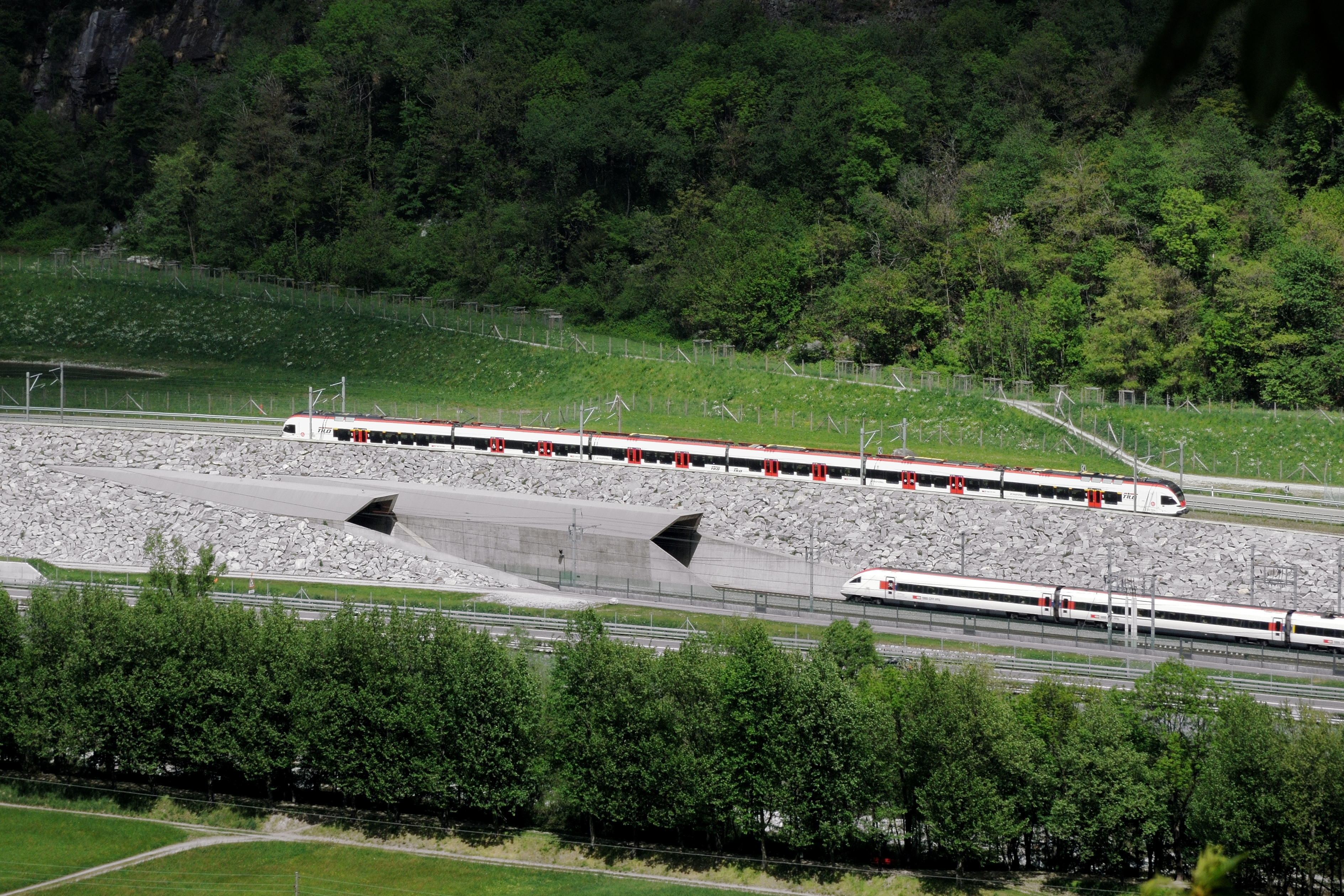
聖哥達基線隧道南出口與連結線

## 勒奇山軸線

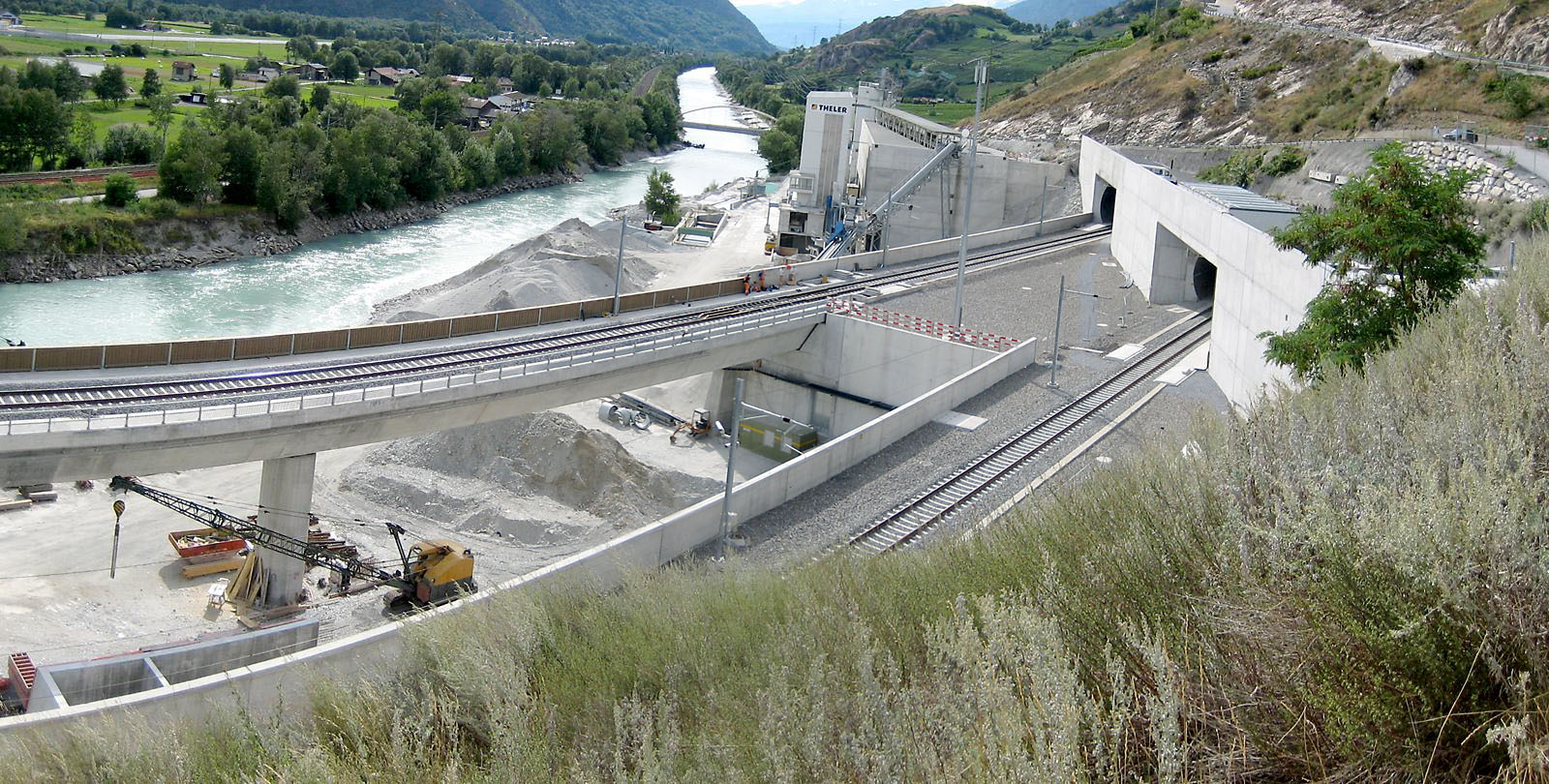
瓦萊州拉龍附近的勒奇山基线隧道南出口

## 相關頁面
- 聖哥達基線隧道

- 勒奇山基线隧道

- 棲莫山基線隧道

- 切內里基線隧道

- 瑞士聯邦鐵路

- 意大利高速列車

## 外部連結
- AlpTransit.ch（页面存档备份，存于）
- AlpTransit Portal （页面存档备份，存于） of the Swiss Federal Archives
- The New Rail Link through the Alps (NRLA) by the Federal Office of Transport FOT
- A construction proing of the Gotthard Base Tunnel in 2016 by Presence Switzerland, FDFA（页面存档备份，存于）
- Alpine Initiative site with political background information